# Гай Фламиний
Гай Фламиний Непот (на латински: Gaius Flaminius Nepos, * между 280 пр.н.е. и 275 пр.н.е., † 24 юни 217 пр.н.е. на Тразименското езеро) е политик и консул от 3 век пр.н.е. от епохата на Римската република. До времето на братята Гракхи, век по-късно, е най-популярният лидер, който се противопоставя на авторитета на Сената.
Той произлиза от плебейската фамилия Фламинии. Баща му, Гай Фламиний, е политически актив, дядо му Луций Фламиний е известен от Fasti Capitolini. Той е баща на Гай Фламиний (консул 187 пр.н.е.).

## Трибун и Lex Flaminia
В годините след Първата пуническа война, новият човек (букв. от латинския израз homo novus) Фламиний е водач на реформаторско движение, което иска да преустрои държавните земи в Италия. Като народен трибун през 232 пр.н.е., той печели плебисцит, който разпределя римските земи южно от Ариминум, завладени от галите преди десетилетия, между бедни фамилии, чиито стопанства са били опустошени по време на войната. Сенатът се противопоставя на това и трибунът не се съветва със сенаторите, в противоречие с конституцията и традицията.
Цицерон пише, че Фламиний е блестящ оратир и това умение му е помогнало да спечели и да постигне успех. Фламиний предлага закон наречен Lex Flaminia de Agro Gallico et Piceno viritim dividundo, аграрен закон, предлагащ заселването на римски граждани в Ager Gallicus, чиито предишни заселници са били сеноните (келтско племе). Те са били победени от Рим през 283 пр.н.е. От античните източници не става ясно защо точно това място е избрано за закона.
Полибий предполага, че този закон е довел до проблеми с боите, когато римляните са започнали да се заселват около техните територии. Стига се до въстание на галите през 225 пр.н.е. Около 2,580 кв. км. са превърнати в държавна земя (ager publicus) след римската победа. Земята била ценна, защото произвеждала голямо количество вино. Не става ясно от античните източници колко хора са се преселили там. Смята се, че са около 19,000 граждани, без техните семейства.
Източниците описват несъгласието на Сената с тези мерки, включително и опозицията на Квинт Фабий Максим, съперник на Гай Фламиний. Циерон отбелязва, че колегата на Фабий Максим за второ консулство, Спурий Карвилий, не се е включил в опозицията. Валерий Максим пише, че въпреки натискът от страна на опозицията и въпреки възможността да бъде поведена армия срещу него, той е изпълнил закона. По-късните римски историци използват тази опозиция от страна на сената, за да покажат Фламиний като популар, отделен от сената в традицията на Гракхи, но тази теза се оспорва от модерните историци.

## Гай Фламиний избран за претор 227 пр.н.е.
През 227 пр.н.е. Фламиний като претор е първият римски управител на провинция Сицилия. Дадена му е военна власт imperium, която му дава силата да управлява армия и да се противопоставя на въстанията на администрацията в Сицилия. Той е и магистратът, който е взимал важни съдебни решения в Сицилия и често е кореспондирал със сента в Рим за решаването на съдебните дела. Междувременно, реорганизацията на земята в Италия допринася за нова атака на териториите на Рим от страна на галите, които окончателно са разбити в битката при Теламон през 224 г. пр.н.е.. През 223 пр.н.е. Фламиний за пръв път е избран за консул, и заедно с Публий Фурий Фил побеждава келтските инсубри, принуждава галите да се подчинят на Рим, създавайки провинция Цизалпийска Галия.
През 221 пр.н.е. е началник на конницата (magister equitum) заедно с консула Марк Минуций Руф на диктатора Квинт Фабий Максим Верукос. На следващата година (220 пр.н.е.) Фламиний е избран за цензор, заедно с Луций Емилий Пап (консул 225 пр.н.е.). По време на цензорството си, Фламиний организира строителството на път, получил неговото име (Виа Фламиния), от Рим до Ариминум, основава колонии в Кремона и Плаценция, реорганизира комициите за да даде повече избирателна власт на бедните слоеве от населението, и построява Фламиниевия цирк (Circus Flaminius) на Марсово поле. През 218 пр.н.е., в първата година на войната против Ханибал, той е единственият сенатор, който поддържа „Клавдиевия закон“ (Lex Claudia, lex Claudia de nave senatorum), предложен от народния трибун Квинт Клавдий, забраняващ на сенатори да участват в задгранична търговия.
През 217 пр.н.е., по време на Втората пуническа война и нашествието на Ханибал в Италия, Фламиний отново е избран за консул, съвместно с Гней Сервилий Гемин. Сформира нови легиони и напредва на север, за да посрещне Ханибал, но на 27 април попада в засада в битката при Тразименското езеро. Армията му е унищожена, а Фламиний е убит. Последователите му в Сената губят позициите си в полза на по-аристократични фракции, а римляните изпадат в паника, че Ханибал ще обсади града. Сенатът назначава Фабий Максим за диктатор.